# カマウロを被った教皇パウルス3世の肖像
『カマウロを被った教皇パウルス3世の肖像』（カマウロをかぶったきょうこうパウルスさんせいのしょうぞう、伊: Ritratto di Paolo III con il camauro、英: Portrait of Pope Paul III with Camauro）、または『帽子を被った教皇パウルス3世の肖像』（ぼうしをかぶったきょうこうパウルスさんせいのしょうぞう、英: Portrait of Pope Paul III with Cap）は、イタリア盛期ルネサンスのヴェネツィア派の巨匠ティツィアーノ・ヴェチェッリオが1545-1546年ごろ、キャンバス上に油彩で制作した絵画である。作品は現在、ナポリのカポディモンテ美術館に所蔵されている。

## 作品
本作、『教皇パウルス3世の肖像』、『教皇パウルス3世とその孫たち』 (ともにカポデイモンテ美術館) の3作品の比較による教皇の明らかな年齢から判断すると、本作は『教皇パウルス3世の肖像』の直後に、そして『教皇パウルス3世とその孫たち』の以前に制作されたものである。この推測は、基本的に本作の教皇像から伝わる年齢にもとづいており、75歳の教皇を表した最初の肖像より老いている一方、2人の孫たちとともにいる教皇よりは老いていない。ジョルジョ・ヴァザーリの『画家・彫刻家・建築家列伝』によれば、本作は、教皇空位期間管理局 (Apostolic Camera) 局長でパウルス3世の孫であった枢機卿のグイド・アスカーニオ・スフォルツァ・ディ・サンタ・フィオーラのために制作された。最初のパウルス3世の肖像画とは異なり、この作品は、教皇の帽子であるカマウロを被っているパウルス3世が指輪のある手の中に巻物を持っており、背景の片側には風景が見える。カマウロを被った本作のヴァージョンがウィーンの美術史美術館とサンクトペテルブルクのエルミタージュ美術館に所蔵されている。両作はティツィアーノの真筆であるかどうかははっきりしない。

## 来歴
この作品は当初、ファルネーゼ家の美術収集家で蔵書管理人であったフルヴィオ・オルシーニに、次いでオドアルド・ファルネーゼに所有された。オドアルドは、ローマのファルネーゼ宮殿にあったティツィアーノによる他の家族の肖像画に本作を加えた。17世紀に、本作とローマのファルネーゼ家のコレクションはパルマに移され、パルマではティツィアーノの『アレッサンドロ・ファルネーゼ枢機卿の肖像』と『ピエール・ルイージ・ファルネーゼの肖像』と並べて掛けられたが、後に同じパルマのピロッタ宮殿 (Palazzo della Pilotta) に移された。カルロス3世 (スペイン王) が母エリザベッタ・ファルネーゼの死後、王位に就くと、本作を含むコレクションは1734年ごろナポリに移された。 この作品は最初、カポデイモンテ宮殿に、次いでナポリ王宮に、その後、ストゥーディ宮殿に移されたが、最終的にカポデイモンテ宮殿に戻された。本作と『ピエール・ルイージ・ファルネーゼの肖像』は両方とも保存状態が悪かったために工房作に格下げされていたが、20世紀半ばの修復と調査によって、本作は新しい支持体に移転され、ティツィアーノの真筆であることが再確認された。

## ギャラリー

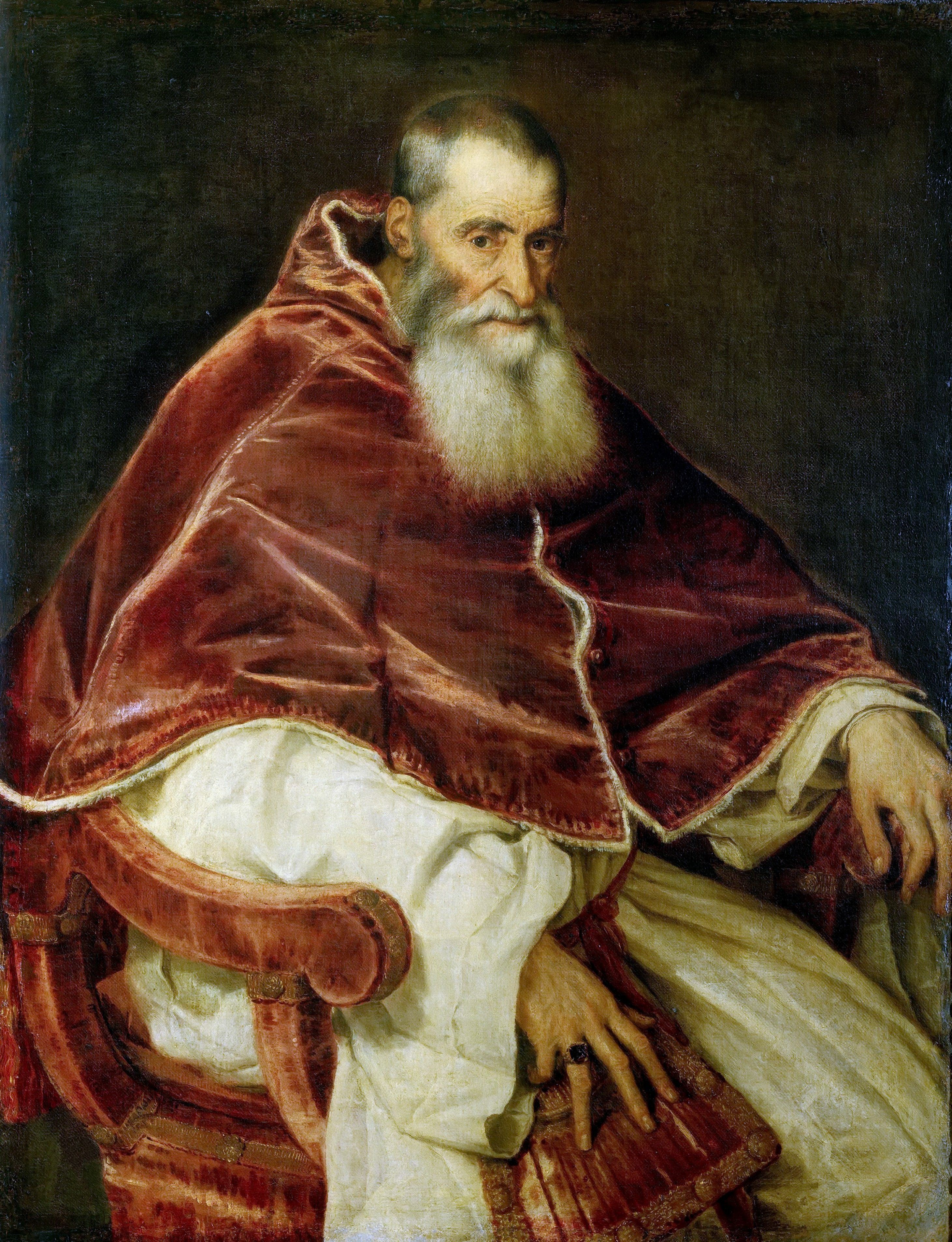
ティツィアーノ『教皇パウルス3世の肖像』（1543年）、カポディモンテ美術館、ナポリ
ティツィアーノ『教皇パウルス3世とその孫たち』（1545-1546年）、カポディモンテ美術館、ナポリ